# D'en Roig Manyo
D'en Roig Manyo es un cultivar de higuera de tipo higo común Ficus carica, unífera de higos de epidermis con color de fondo morado claro con sobre color verde amarillento. Se cultiva en la colección de higueras de Montserrat Pons i Boscana en Llucmajor, Islas Baleares.

## Sinonimia
- „Roigmanya“ en Islas Baleares,[3][5][6]
- „Forastera“ en Islas Baleares,
- „Bergunya“ en Islas Baleares,

## Historia
Actualmente la cultiva en su colección de higueras baleares Montserrat Pons i Boscana, rescatada de un ejemplar o higuera madre cultivada en "ca s'Hereu" finca en el término de Llucmajor, de Francisca Morlà. La higuera es originaria de Artà de la posesión de "Carrosca" propiedad tiempo atrás del marquesado de "sa Torre". El mayoral de la posesión de "sa Torre" llamado Roig Manyo cuando observó lo fructífera que era esta higuera y tan adecuada como alimento para el ganado equino de la finca, sembró cuatro hileras en "sa Burgaderia" y tres en "na Gaspara" ambas sementeras de la posesión "sa Torre" una de las más extensas del término de Llucmajor, en total más de 200 higueras (hoy en día todas desaparecidas).
La variedad 'D'en Roig Manyo' es originaria de Artà y el nombre se debe a su descubridor y cultivador Roig Manyo capataz mayor de la posesión "sa Torre" encargado del ganado equino de la finca.

## Características
La higuera 'D'en Roig Manyo' es una variedad unífera de tipo higo común. Árbol de notable tamaño y gran desarrollo, copa semiesférica, y anchura notable con ramaje informal y espeso. Sus hojas con 3 lóbulos (60%) son las mayoritarias, de 1 lóbulo (20%) y de 5 lóbulos (20%). Sus hojas con dientes presentes y márgenes dentados poco recortados. 'D'en Roig Manyo' tiene un desprendimiento muy sensible de higos, y un rendimiento productivo muy alto por cada árbol. La yema apical es de color verde amarillento.
Los higos 'D'en Roig Manyo' son higos con forma urceolada, bastante esférica, que presentan unos frutos medianos de unos 28 gramos en promedio, con epidermis de consistencia fuerte, gruesa y áspera, de color de fondo morado claro con sobre color verde amarillento. Ostiolo de 2 a 3 mm con escamas pequeñas oscuras. Pedúnculo de 2 a 3 mm cilíndrico verde oscuro. Grietas longitudinales escasas y finas. Costillas poco marcadas. Con un ºBrix (grado de azúcar) de 19, sabor soso, con consistencia fuerte, con color de la pulpa rojo pálido. Con cavidad interna pequeña y una gran cantidad de aquenios medianos. Son de un inicio de maduración sobre el 25 de agosto al 14 de septiembre y de rendimiento por árbol muy alto y prolongado.
Se usa para higo fresco en la alimentación animal de ganado equino, bovino y porcino. Producción alta. Tienen difícil abscisión del pedúnculo y poca facilidad de pelado. Son muy resistentes a las lluvias, la apertura del ostiolo y el agriado, así como una resistencia elevada al transporte, y son poco susceptibles al desprendimiento.

## Cultivo
'D'en Roig Manyo', se utiliza en fresco y seco para consumo animal en ganado equino, porcino y ovino. Se está intentando recuperar a partir de ejemplares cultivados en la colección de higueras baleares de Montserrat Pons i Boscana en Llucmajor.